# Zulia (rijeka)
Zulia je rijeka koja teče kroz Kolumbiju i Venezuelu, čineči jedan mali dio granice između ovih država. Ulijeva se u rijeku Catatumbo i pripada slijevu jezera Maracaibo.